# Прямі вибори
Прямі вибори — вибори, під час яких виборці безпосередньо обирають своїх представників. Прямі вибори вважаються демократичнішими аніж непрямі. Зараз саме прямі є загальноприйнятими, в той час як непрямі вибори збереглися переважно як релікт та традиція минувшини.